# Logan Fontenelle
Logan Fontenelle (Fort Atkinson (Nebraska), 6 de maig de 1825 - 16 de juliol de 1855) fou un comerciant omaha d'ascendència francesa, qui va exercir durant anys com a intèrpret per a l'agent indi a l'Agència Bellevue a Nebraska. Era especialment important durant les negociacions dels Estats Units amb els líders omaha de 1853-1854 sobre la cessió de terres als Estats Units abans del trasllat a una reserva. La seva mare era filla de Big Elk, cap omaha, i el seu pare era un respectat comerciant de pells francoamericà.
Es va educar a una escola privada vora Fort Laramie, però el 1839 tornà amb la tribu. Fou nomenat cap de la tribu a la mort del seu avi el 1846. El 16 de març de 1854 marxà a Washington a negociar un tractat que cedia la major part de la terra al Territori de Nebraska i els creaven una reserva. Va morir en un atac dels dakota a la seva partida de cacera.